# Mon, Dals-Eds kommun
Mon är en by i Dals-Eds kommun. Här fanns förr den sista stationen på Dalslandsbanan innan Norge vilket gjorde den viktig innan passtvånget avskaffades mellan de nordiska länderna. Stationen är numera nedlagd. Den inrymde även poststation under perioden 25 juli 1879 - 28 februari 1960, varefter Ed blev postadress.